# Jean-Baptiste Sanson de Pongerville
Jean-Baptiste-Antoine-Aimé Sanson de Pongerville (Abbeville, 3 de marzo de 1792-París, 22 de enero de 1870) fue un escritor y poeta francés.
Fue elegido en 1830 para ocupar el asiento número 31 de la Academia Francesa.